# Луитпольдинги
Луитпольдинги (нем. Luitpoldinger) — немецкая династия эпохи раннего Средневековья, представители которой правили в Баварии в 895—947 и 983—985 годах и стояли у истоков формирования автономного Баварского герцогства в составе Священной Римской империи.

## Происхождение и маркграф Луитпольд
Согласно традиции, Луитпольдинги вели своё происхождение от Каролингов и одного из древнейших баварских родов Хуоси. Утверждалось, что их прародительницей была жена короля Германии Карломана некая Лиутсвинда. Тем не менее, документальных подтверждений родства Луитпольдингов с германскими Каролингами не существует. Известно лишь, что в 893 году император Арнульф Каринтийский, сын Лиутсвинды, передал земли Каринтии и Верхней Паннонии (современная Австрия и западная Венгрия) графу Луитпольду. В 895 году Луитпольд получил также территории в долине Дуная и Нордгау (современный Верхний Пфальц) с Регенсбургом. Так была сформирована территориальная основа нового государственного образования в составе Германии — маркграфства Баварии. Как и правители других пограничных марок империи, Луитпольд постоянно воевал с соседними племенами (славянами и венграми) и погиб в битве при Прессбурге (ныне Братислава) в 907 году.

## Преемники Луитпольда
При преемниках Луитпольда — Арнульфе, Эберхарде и Бертольде — Бавария была преобразована в герцогство и стала одним из пяти крупнейших княжеств империи, так называемых «племенных герцогств», сформировавшихся на основе того или иного племени германцев. Арнульф, получивший прозвище Злой, стал фактически независимым от короля Германии правителем, самостоятельно назначавшим графов и епископов на подвластных ему землях и ведущим собственную внешнюю политику: в отличие от германских королей, постоянно боровшихся с венгерскими набегами, Арнульф заключил мир с венграми, обезопасив свои владения в ущерб интересам империи. Однако приход к власти в Германии Саксонской династии во главе с сильными королями Генрихом Птицеловом и Оттоном Великим привёл к ослаблению самостоятельности Баварии и постепенному её подчинению центральной власти. В 947 году сын и наследник герцога Бертольда Генрих Младший был отстранён от престола, который был передан брату Оттона I Генриху I.

## Борьба Луитпольдингов и Людольфингов

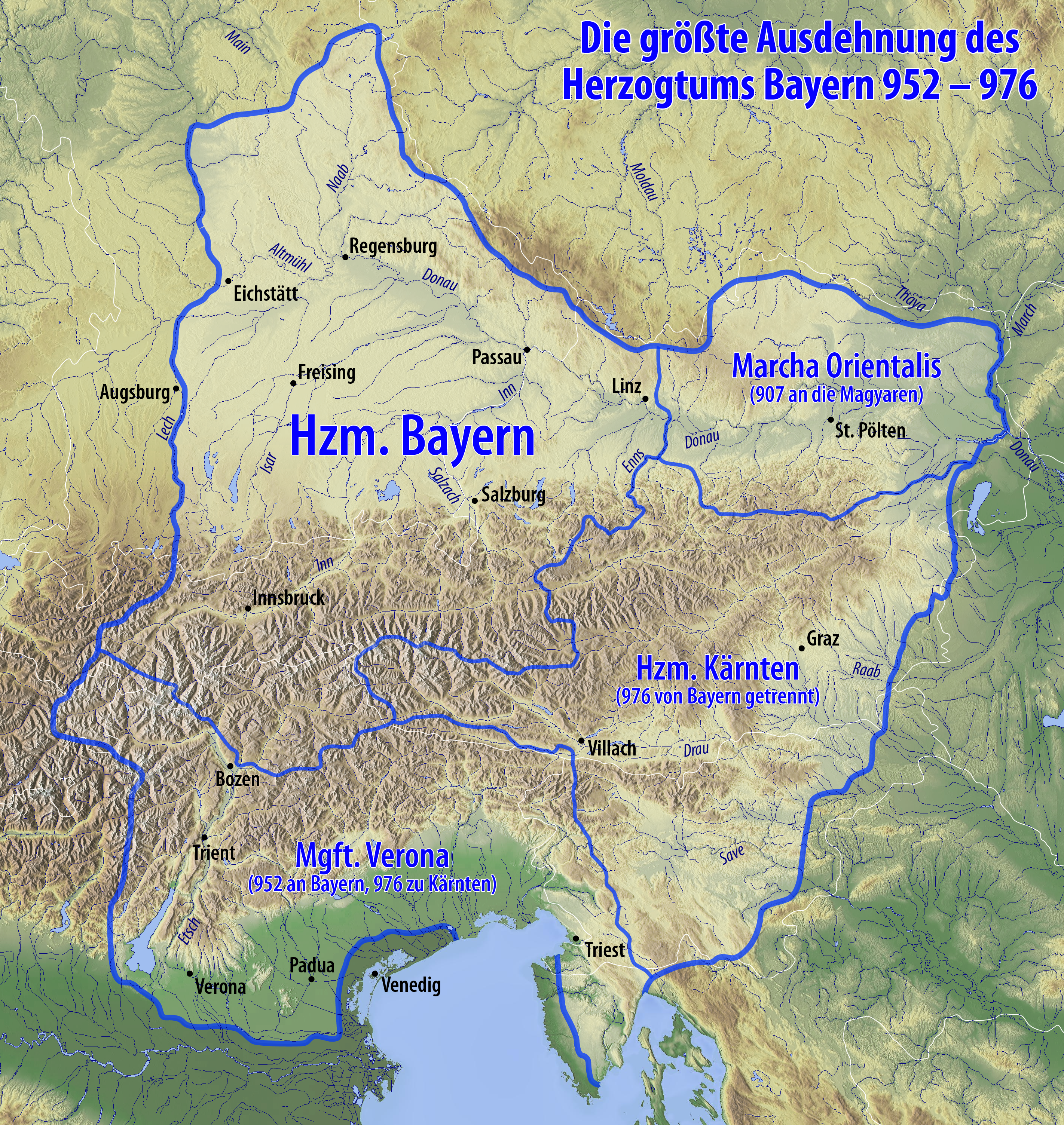
Бавария и соседние государства в 952—976 годах.

Передача Баварии представителям Саксонской династии повлекла за собой длительный конфликт между Луитпольдингами и Людольфингами (второе название Саксонской династии). Вероятно, что потеряв Баварию, Генрих Младший всё же удержал часть своих владений в Каринтии, что позволило ему сохранить свои позиции в империи. Конфликт баварской линии Людольфингов с императорами Священной Римской империи привёл в 976 году к разделу Баварии: от герцогства были отделены все восточные и южные марки от Вероны до Чехии, из которых было сформировано два новых государственных образования: Восточная марка (будущая Австрия) на севере, и герцогство Великая Карантания на остальных приграничных землях. Правителем Великой Карантании стал Генрих Младший.
Вскоре, однако, Генрих Младший вмешался в борьбу бывшего баварского герцога Генриха Строптивого против императора Оттона II (так называемая Война трёх Генрихов 977—978 годов), потерпел поражение и потерял Каринтию. Но уже в 983 году ему удалось вернуться на престол Баварии. Возвращение в 985 году в Баварию Генриха Строптивого вновь привело к разделению Баварского и Каринтийского герцогств, на этот раз окончательному. Генрих Младший оставался герцогом Каринтии до своей смерти в 989 году, заложив таким образом основы каринтийской государственности.

## Наследники Луитпольдингов
Со смертью Генриха Младшего Луитпольдинги потеряли свои позиции в империи. Бавария перешла под контроль Саксонской династии, в Каринтии установилось правление Салической династии, а позднее — Эппенштейнов. Какое-то время представители боковых ветвей Луитпольдингов владели землями в Баварии. Авторитет потомков Луитпольда, основателя Баварского герцогства, достаточно долго сохранялся в Германии на довольно высоком уровне. Об этом свидетельствует тот факт, что несколько важнейших династий юго-восточной Германии выводили свои родословия от Луитпольдингов. Это, прежде всего, Андексский дом, доминировавший в Баварии, Франконии и восточных марках в XII—первой половине XIII века, графы Диссен, Боген и Швейнфурт, а также Виттельсбахи, правившие в Баварии до 1918 года. Хотя не существует доказательств того, что родоначальник Виттельсбахов Отто, граф Шейерн (ум. 1072), происходил из дома Луитпольдингов, нет и документов, опровергающих это утверждение. Более сомнительным представляется происхождение австрийских Бабенбергов от Арнульфа Злого.